# Tenupedunculus serraticaudum
Tenupedunculus serraticaudum är en kräftdjursart som först beskrevs av Oleg Grigor'evich Kussakin och Galina S. Vasina 1984.  Tenupedunculus serraticaudum ingår i släktet Tenupedunculus och familjen Stenetriidae. Inga underarter finns listade i Catalogue of Life.